# Identité-Libertés
Ne doit pas être confondu avec Souveraineté, identité et libertés.
Identité-Libertés (IDL) est un parti politique français d'extrême droite présidé par Marion Maréchal depuis octobre 2024. 
Ce parti fait suite à une association, Sens commun (2013-2020), présidée par Christophe Billan (2017), puis Madeleine de Jessey (2017-2018) et enfin Laurence Trochu (2018-2024). Pendant la présidence de Trochu, l'association se mue en un mouvement politique nommé Mouvement conservateur (2020-2024).

## Historique

### Sens commun (2013-2020) et Mouvement conservateur (2020-2024)
Sens commun est créé en 2013, sous la forme d'une association, en opposition à la loi introduisant en France le mariage pour les personnes de même sexe. Elle est alors intégrée à l'UMP. Lors de l'élection présidentielle de 2017, Sens commun soutient activement la candidature de François Fillon,.
Après cette élection présidentielle, Christophe Billan donne sa démission de la présidence de Sens commun à la suite de la polémique suscitée par son accord pour travailler avec Marion Maréchal-Le Pen,. Il est remplacé par Madeleine de Jessey, nommée présidente par intérim de Sens commun . Le 9 avril 2018, Laurence Trochu est nommée présidente de Sens commun et intègre le bureau politique des Républicains.

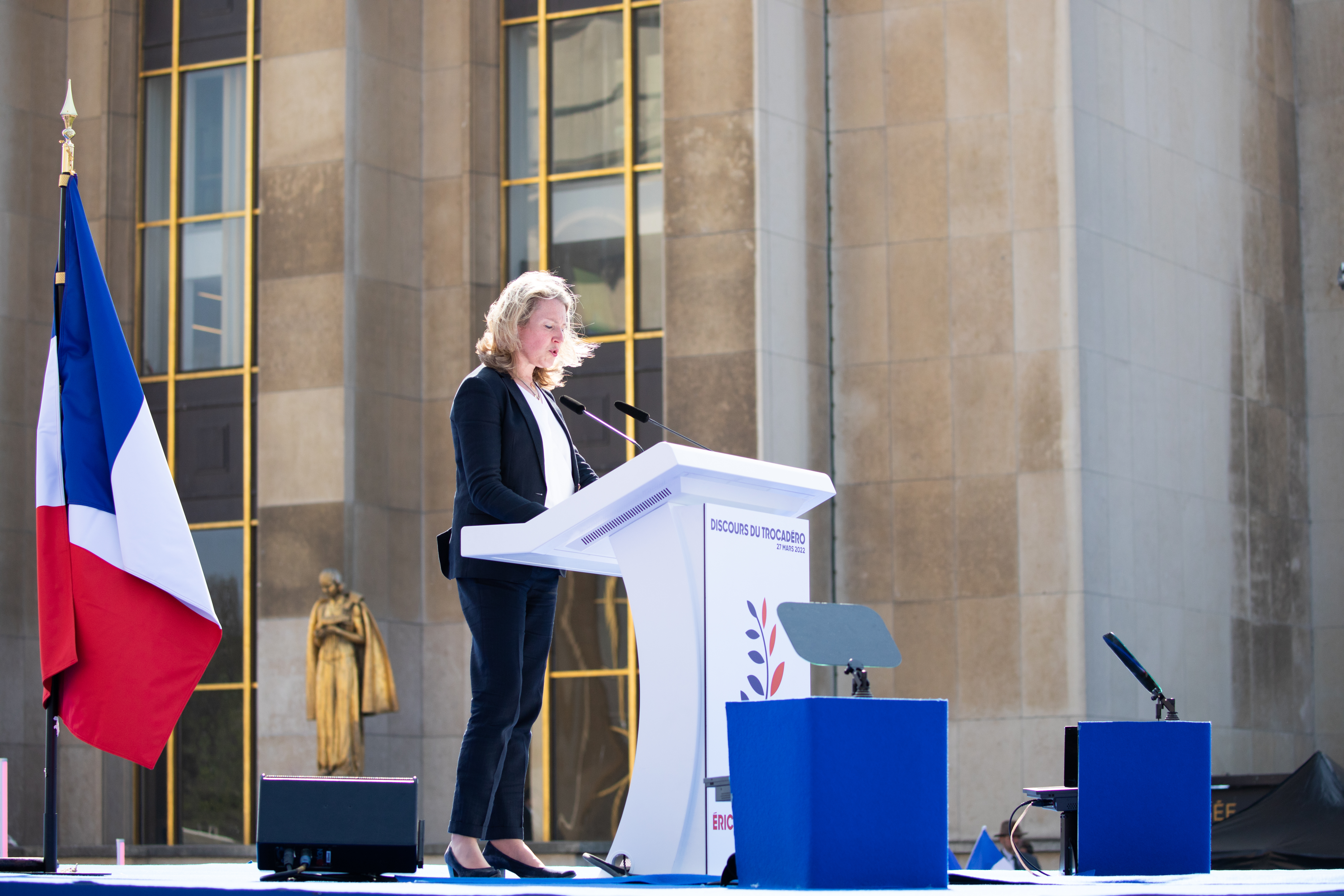
Laurence Trochu lors du meeting d'Éric Zemmour, en mars 2022.

Sens commun devient, en 2020, le Mouvement conservateur.
En décembre 2021, à la suite de la défaite d'Éric Ciotti et l'investiture de Valérie Pécresse au Congrès des Républicains (LR) pour l'élection présidentielle de 2022, le Mouvement conservateur, jusqu'alors affilié à LR, se rallie à la candidature d'Éric Zemmour.
Christian Jacob, président des Républicains, indique alors qu'« il met fin au contrat avec le Mouvement conservateur et que ses membres sont exclus des instances ».

### Identité-Libertés (depuis octobre 2024)
En octobre 2024, la députée européenne Laurence Trochu laisse sa place de présidente du Mouvement conservateur à Marion Maréchal. Cette dernière décide de changer le nom du parti pour créer Identité-Libertés (IDL). Celui-ci est installé dans les locaux du Mouvement conservateur, 75, rue de Lourmel dans le 15e arrondissement de Paris et il reprend aussi le logo du Mouvement, un coq,.
L'émergence d'Identité-Libertés, s'effectue à la suite de l'exclusion de Marion Maréchal, Nicolas Bay, Guillaume Peltier et Laurence Trochu, par Éric Zemmour du mouvement Reconquête, quelques jours après l'élection des cinq premiers candidats de liste que portait Marion Maréchal sous la bannière du parti aux européennes de juin 2024. Ces exclusions marquent un tournant important, notamment avec la critique du parti par Marion Maréchal, dénonçant une « triple faute » et introduisant l'idée que le projet de Reconquête pour les élections législatives de juin 2024 représentait une « candidature de division ». Ce départ initie donc son souhait de rapprochement avec le Rassemblement national de Jordan Bardella et l'Union des droites pour la République fondé par Éric Ciotti en août 2024. Marion Maréchal exprime également son opinion selon laquelle Marine Le Pen représente « la candidate légitime du camp national » pour l'élection présidentielle de 2027. Elle ajoute qu'elle serait parmi ses soutiens, en contraste avec son positionnement lors de l'élection de 2022lors de laquelle elle avait soutenue la candidature de Éric Zemmour. Or à la suite de la création d'Identité-Libertés, le Rassemblement national ne réagit pas. Aussi pour le quotidien Le Monde : « l’on aura du mal à lire autre chose que du mépris ».

## Idéologie

### Sens commun
Sens commun, émanation politique de La Manif pour tous contre la loi sur le mariage entre personnes de même sexe, se présente comme attaché aux valeurs de la famille et de tendance économiquement libérale. Il ne se revendique pas officiellement d'une religion, mais de fait son idéologie et une partie de ses membres sont issues de la droite catholique. L'association entend « réserver l’adoption aux couples homme-femme », interdire la « PMA pour les célibataires et les couples de même sexe » et lutter contre la GPA dans le monde. Au niveau de l'éducation il est prévu de « garantir la liberté pédagogique des établissements hors-contrat » et supprimer l'apprentissage des « langues d'origine ». La suppression du droit du sol et des conditions d'accès à la nationalité française plus exigentes doivent endiguer l'immigration. Sur le plan international, Sens commun préconise un rapprochement entre la France et la Russie, pour rééquilibrer les rapports internationaux,.

### Identité-Libertés

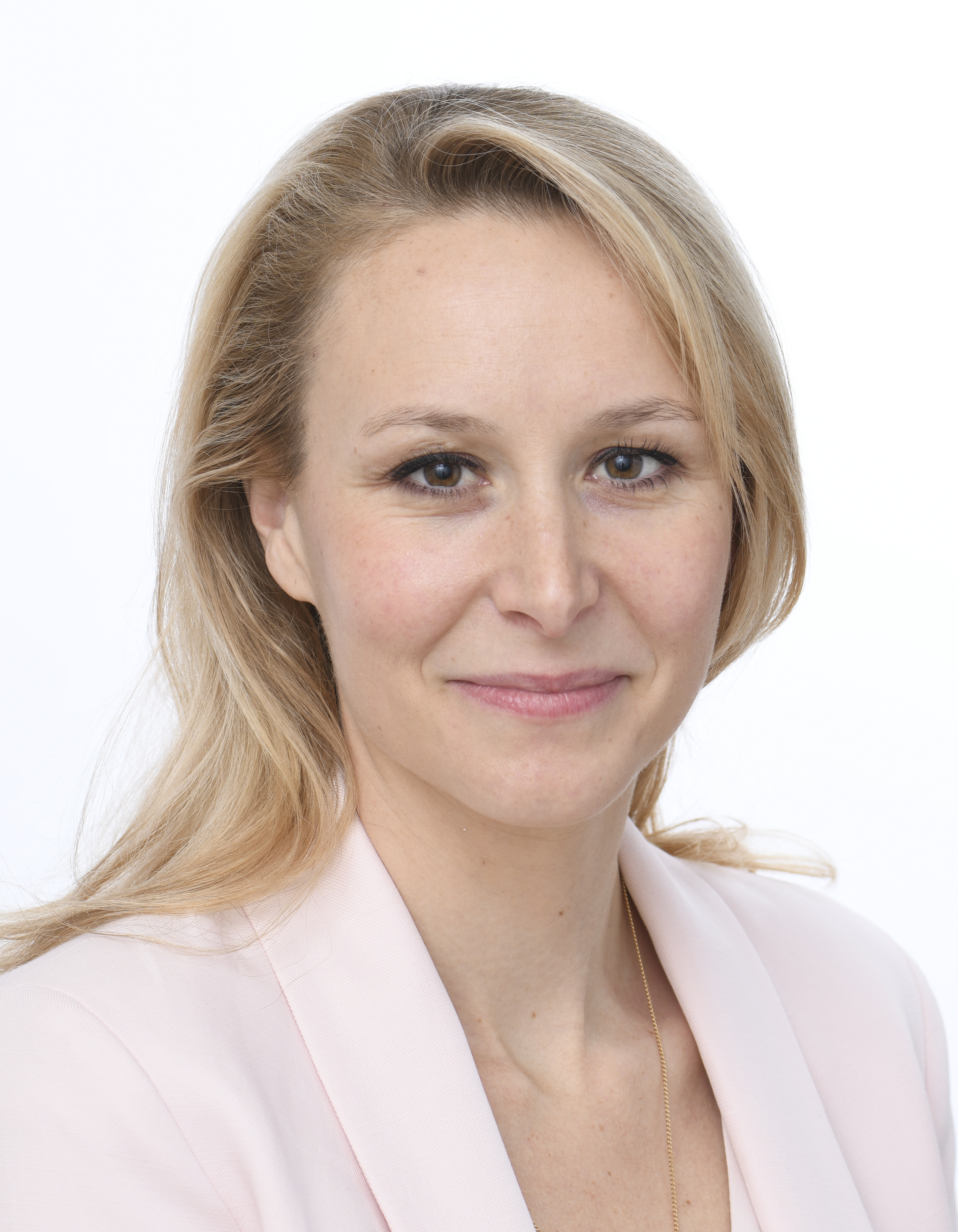
Marion Maréchal (2024).

Identité-Libertés naît de la volonté de Marion Maréchal de « porter la voix d'une droite civilisationnelle qui soit à la fois anti-woke, anti-assistanat et anti-racket fiscal ». Plus particulièrement, celle-ci déclare que le mouvement a pour ambition d'assurer « la défense de notre identité, avec la réduction drastique de l'immigration, le refus de l'islamisation ou encore l'affirmation de notre héritage chrétien, [ainsi que] la défense des libertés […] concrètes de plus en plus menacées, [à savoir] la liberté de conscience et […] la liberté d'expression, [les] libertés économiques, […] la liberté scolaire, en assumant de défendre une plus grande place accordée au privé à côté du public ».
En décalage avec le Rassemblement national sur divers points, Marion Maréchal milite pour « le refus de l’islamisation ou encore l’affirmation de notre héritage chrétien », alors que Marine Le Pen et le Rassemblement national affirment combattre « l’idéologie islamiste » et non la religion musulmane.
Pour le quotidien Le Monde, Identité-Libertés constitue uniquement le nouveau nom du Mouvement conservateur, qui vise un électorat catholique et conservateur, opposés à l’immigration. Marion Maréchal y apporte une « dimension de libéralisme économique », ce qui revient à une forme de doublon de Reconquête sans la figure de Éric Zemmour ayant possiblement la capacité de bâtir une alliance avec le Rassemblement national.

## Ralliements d'élus
Au jour de l'annonce de son changement de nom pour Identité-Libertés en octobre 2024, le parti compte des élus issus d'autres structures. Sa présidente Marion Maréchal et trois autres députés européens, élus sur la liste du mouvement Reconquête, et membre  du groupe des Conservateurs et réformistes européens au Parlement européen, à savoir Nicolas Bay, Guillaume Peltier et Laurence Trochu.
Par ailleurs, trois députés français apparentés au groupe Rassemblement national à l'Assemblée nationale que Marion Maréchal avait soutenus lors des élections législatives de 2024, nommément Eddy Casterman, Thibaut Monnier et Anne Sicard, rejoignent le parti.
En décembre 2024, Marion Maréchal confie la direction opérationnelle d’IDL à Philippe Vardon, cofondateur du Bloc identitaire et ancien membre du Rassemblement national, avec qui elle partage une vision idéologique d'une droite « dure » (en opposition à la dédiabolisation) et « de conviction » (en opposition à une droite « de compromissions »).